# Robert Kothe
Robert Kothe, Künstlername Frigidus Strang, (* 6. Februar 1869 in Straubing; † 24. Mai 1947 in Gräfelfing)  war ein deutscher Rechtsanwalt, Komponist und Violinist. 

## Leben
Robert Kothe war ein Sohn des Gasfabrikdirektors in Straubing und studierte Rechtswissenschaften an der Ludwig-Maximilians-Universität in München. Während des Studiums wurde er Mitglied des Akademischen Gesangvereins München. Im Jahr 1901 war er Mitbegründer des Kabaretts „Die Elf Scharfrichter“, wo er unter dem Künstlernamen Frigidus Strang auftrat. 
Ab 1903 widmete er sich ganz dem Lautenspiel und der Erneuerung des deutschen Volksliedes, womit er in ganz Deutschland große Erfolge feierte. Er übersetzte das schwedische Wanderlied Im Frühtau zu Berge und gab es im Jahr 1917 in einer Reihe mit Lautenliedern heraus. Seine Werke publizierte vor allem der Magdeburger Musikverlag Heinrichshofen.
Kothe trat bereits zum 1. Mai 1932 der NSDAP bei (Mitgliedsnummer 1.113.064).
Nach ihm ist die Robert-Kothe-Straße in Straubing benannt worden.
Seine Tochter ist die Schauspielerin Gundula Fuchsberger.

## Werke (Auswahl)
- Schule für künstlerisches Gitarre- und Lautenspiel. 2 Bände, Heinrichshofen, Magdeburg, 1928/29.
- Liederbuch des B.D.M.. Zwei- u. dreistimmige Vokalsätze, Lautensätze u. Geigensätze. Heinrichshofen, Magdeburg, 1934.
- Liederbuch der N.S.-Frauenschaft. Zwei- und dreistimmige Vokalsätze, Lautensätze u. Geigensätze. 2 Bände, Heinrichshofen, Magdeburg, 1934/35.
- Der Brunnen. 62 neue Lieder nach auserlesenen Gedichten dt. Männer u. Frauen d. Gegenwart. Deutscher Volksverlag, München, 1939.
- Saitenspiel des Lebens. Schicksal und Werk. (Autobiographie). Knorr & Hirth-Verlag, München 1944.